# Las Grietas (Lanzarote)
Las Grietas de Lanzarote son tres formaciones geológicas ubicadas en la ladera del volcán Montaña Blanca, situado a 600 metros de altitud. Las Grietas se extienden a lo largo de veinte metros a través de un estrecho pasillo de lava solidificada.

## Origen
Las fisuras volcánicas son formaciones geológicas que se producen por el enfriamiento de la lava de una erupción volcánica debido al contraste de temperatura con la roca que la soporta. Esta formación geológica ubicada en Lanzarote, permite ver las capas de lava de las diferentes erupciones que ha experimentado el volcán Montaña Blanca a lo largo de los años.